# الینا گارانچا
الینا گارانچا (انگلیسی: Elīna Garanča؛ زادهٔ ۱۶ سپتامبر ۱۹۷۶) خواننده اپرا اهل لتونی است. او خوانندگی را از سال ۱۹۹۶ در شهر زادگاهش در ریگا آغاز کرد و تحصیلات خود را در وین و ایالات متحده ادامه داد. در سال ۱۹۹۹ جایگاه اول را در یک رقابت قابل توجه در فنلاند به‌دست آورد و در اروپا فعالیت خود را ادامه داد.

## زندگی‌نامه
الینا در ۱۶ سپتامبر ۱۹۷۶ در شهر ریگا لتونی و در یک خانوادهٔ اهل موسیقی متولد شد. پدرش رهبر گروه کر و مادرش یک خوانندهٔ لید، استاد آکادمی موسیقی لتونی، دانشیار آکادمی فرهنگ لتونی، معلم موسیقی آواز در اپرای ملی لتونی و همچنین معلم خصوصی آواز بود.
وی سال ۱۹۹۶ وارد آکادمی موسیقی لتونی شد و نزد «سرژ مارتینوف» آموختن آواز را فرا گرفت. او ادامه تحصیلات خود را در وین نزد «ایرینا گاوریلویچی» و در ایالات متحده نزد «ویرجینیا زانی» ادامه داد.

## فعالیت‌ها
گارانچا کار حرفه‌ای خود را از «تاتر کورت مینینگن» در آلمان آغاز کرد و سپس در اپرای فرانکفورت به کارش ادامه داد. وی در سال ۱۹۹۹ در «مسابقه آواز ماریام هلین» در فنلاند برندهٔ جایزه شد.

موفقیت‌های بین‌المللی گرانچا از سال ۲۰۰۳ با اجرای اپرای «بخشندگی تیتو» اثر ولفگانگ آمادئوس موتسارت به رهبری نیکلاوس هارننکور در جشنواره زالتسبورگ شروع شد و کارهای حرفه‌ای وی به سرعت در جریان بود و آثار متعددی از آهنگسازانی نظیر موتسارت، روسینی، سن سانس و ژرژ بیزه در تالارهایی مانند تالار اپرای متروپولیتن نیویورک و اپرا ایالتی وین اجرا کرد.  الینا در مورد خود می‌گوید: 
من حرفه‌ای نیستم که در روی صحنه آتش به پا کنم، اولین هدفم این است که صدایم را به نمایش بگذارم و به همین منظور هیج نوع بیان، شخصیت و احساسات به آن اضافه نمی‌کنم، اول از همه در مورد صدایم این است که یک خواننده هستم در غیر این صورت یک بازیگر خواهم بود.
تاکنون بسیاری از اجراهای الینا ضبط و توسط ناشران بزرگ موسیقی کلاسیک مانند دویچه گرامافون انتشار یافته‌است.

## آثار
برخی اجراهای گارانچا بدین شرح است:
| آهنگساز                 | نام اپرا            | نقش         |
| ----------------------- | ------------------- | ----------- |
| ولفگانگ آمادئوس موتسارت | عروسی فیگارو        | چروبینو     |
| ولفگانگ آمادئوس موتسارت | همه زن‌ها اینگونه‌اند | دورابلا     |
| جواکینو روسینی          | آرایشگر سویل        | روسینا      |
| جواکینو روسینی          | سیندرلا             | آنجلینا     |
| ژرژ بیزه                | کارمن               | کارمن       |
| ولفگانگ آمادئوس موتسارت | دون ژوان            | دونا الویرا |
| یوهان اشتراوس (پسر)     | خفاش                | اورلوفسکی   |
| ژاک افنباخ              | افسانه‌های هافمن     | نیکلوس      |
| وینچنتزو بلینی          | نرما                | ادلگیسا     |
| کامی سن-سانس            | سامسون و دلیله      | دلیله       |

## جوایز و افتخارات
- ۱۹۹۹: جایزهٔ مسابقه بین‌المللی آواز مریام هلین (فنلاند).[۱۰]
- ۲۰۰۰: جایزهٔ بزرگ موسیقی لتونی.
- ۲۰۰۱: فینالیست: رقابت جهانی خوانندگی بی‌بی‌سی.[۱۱]
- ۲۰۰۵: نامزد جایزه گرمی برای ضبط «اپرای باجزت»[ص] اثر ویوالدی.[۱۲]
- ۲۰۰۶: جایزه کلاسیک MIDEM (بهترین اپرا) برای ضبط «اپرای باجزت».
- ۲۰۰۶: جایزه فرهنگ اروپا در موسیقی (رده سولویست) توسط بنیاد فرهنگی طرفدار اروپا (سوئیس / آلمان).[۱۳]
- ۲۰۰۷: جایزه اکو کلاسیک: «خواننده سال» برای سی دی سولو (Aria Cantilena).[۱۴]
- ۲۰۰۷: مراسم سه ستاره: اهدایی دولت لتونی.
- ۲۰۰۹: جایزه اکو کلاسیک: «خواننده سال».[۱۴]
- ۲۰۱۰: جایزه موسیقی آمریکا: «خواننده سال».[۱۵]
- ۲۰۱۰: جایزه کلاسیک MIDEM: «خواننده سال».[۱۶]
- ۲۰۱۰: جایزه موسیقی بزرگ لتونی.
- ۲۰۱۳: جایزه خواننده مجلسی اتریشی.[۱۷]
- ۲۰۱۳: جایزه اکو کلاسیک: «بهترین ضبط سولو سال».[۱۴][۱۸]
- ۲۰۱۵: جایزه اکو کلاسیک: «بهترین ضبط سولو سال».[۱۹]
- ۲۰۱۸: جایزه سال ریگا.[۲۰]
- ۲۰۱۹: جایزه تعالی فرهنگ در لتونی.[۲۱]

## زندگی شخصی
گارانچا با کارل مارک چیچون رهبر ارکستر، ازدواج کرده‌است و آنها دارای دو دختر هستند.

## یادداشت
1. ↑  Sergej Martinov
2. ↑   Irina Gavrilovici
3. ↑   Virginia Zeani
4. ↑   Meiningen Court Theatre
5. ↑   Mirjam Helin Singing Competition
6. ↑  The Clemency of Titus
7. ↑  Cherubino
8. ↑  Dorabella
9. ↑  Rosina
10. ↑  Angelina
11. ↑  Carmen
12. ↑  Donna Elvira
13. ↑  Orlofsky
14. ↑  Nicklausse
15. ↑  Adalgisa
16. ↑  Dalila
17. ↑  Bajazet

## یادکرد
1. ↑  Gurewitsch, Matthew (June 28, 2009). "A Mezzo Kicks Up Her Heels in High Style". The New York Times. Archived from the original on 2013-06-24. Retrieved 2010-06-27.
2. ↑  Loomis, George (January 10, 2008). "Opera's Switch Hitter". The New York Sun. Archived from the original on 2016-06-08. Retrieved 2016-06-08.
3. ↑  "Elina Garanca – Biography". Deutsche Grammophon. Archived from the original on 2016-06-08. Retrieved 2016-06-08.
4. ↑  Kuusisaari, Harri (July 22, 2009). "Latvian blonde is eager to alter her image". The Mirjam Helin International Singing Competition. Finnish Cultural Foundation. Archived from the original on 2012-04-26.
5. 1 2  "Anita Garanča's website". Archived from the original on 2016-06-08. Retrieved 2016-06-08.
6. ↑  Theurich, Werner (3 April 2007). "Sopranistin Elina Garanca: Coole Diva, kesser Charme". spiegel.de (به آلمانی). Archived from the original on 20 December 2013. Retrieved 10 March 2020.
7. ↑  "Laureates and Jury 1999". The Mirjam Helin Competition. Retrieved 25 March 2019.
8. ↑  "Rossini's Il Barbiere di Siviglia". BBC. 26 January 2008. Archived from the original on 2008-01-29. Retrieved 2014-03-18.
9. ↑  "Elina Garanca". Wiener Staatsoper. Archived from the original on 2016-06-08. Retrieved 2016-06-08.
10. ↑  Veikko Ylikojola. "Where are they now? Previous winners". Mirjam Helin International Singing Competition. Archived from the original on 8 June 2016. Retrieved 2016-06-08.
11. ↑  "Latvia: Elina Garanca". BBC Cardiff Singer of the World. 1 July 2001. Archived from the original on 2011-06-22. Retrieved 2016-06-08.
12. ↑  Aaron Green. "48th Annual Grammy Awards: Classical Music". About.com. Archived from the original on 2016-06-08. Retrieved 2016-06-08.
13. ↑  "Alle Preisträger" (به آلمانی). Die Europäische Kulturstiftung Pro Europa. Archived from the original on 8 June 2016. Retrieved 2016-06-08.
14. 1 2 3  "Opera star Elina Garanca wins award for "Romantique"". The Baltic Course. 27 August 2013. Archived from the original on 2016-06-08. Retrieved 2016-06-08.
15. ↑  "Magazine "Musical America" names Elīna Garanča Vocalist of the Year". Bestriga. 16 November 2009. Archived from the original on 2016-06-08. Retrieved 2016-06-08.
16. ↑  "Elīna Garanča gewinnt MIDEM Classical Award" (به آلمانی). KlassiKAkzente. 25 November 2009. Archived from the original on 2016-06-08. Retrieved 2016-06-08.
17. ↑  "Verleihung des Titels "Österreichische Kammersängerin" an Elina Garanca" (به آلمانی). KlassiKAkzente. 23 May 2013. Archived from the original on 2016-06-08. Retrieved 2016-06-08.
18. ↑  "Solo Recording of the Year/Voice (Duets/opera arias)". Echo Klassik. Archived from the original on 19 August 2013. Retrieved 18 March 2014.
19. ↑  "Echo Klassik – Preisträger 2015" (به آلمانی). Echo Klassik. Archived from the original on 2015-09-09.
20. ↑  "Par "Gada rīdzinieku" kļuvusi operdziedātāja Elīna Garanča" [Elina Garanča, the opera singer, has become the "Rigans of the Year"] (به لتونیایی). LA.lv. 18 November 2018.
21. ↑  eng.lsm.lv (29 November 2019). "Latvian Excellence Award in Culture goes to Garanča, Laudere, Lancmanis". Latvian Public Broadcasting. Retrieved 9 December 2019.
22. ↑  "Elina Garanča: a singer is like a sportsman". LRT. 20 May 2015. Archived from the original on 2016-06-08. Retrieved 2016-06-08.